# セスナ 208

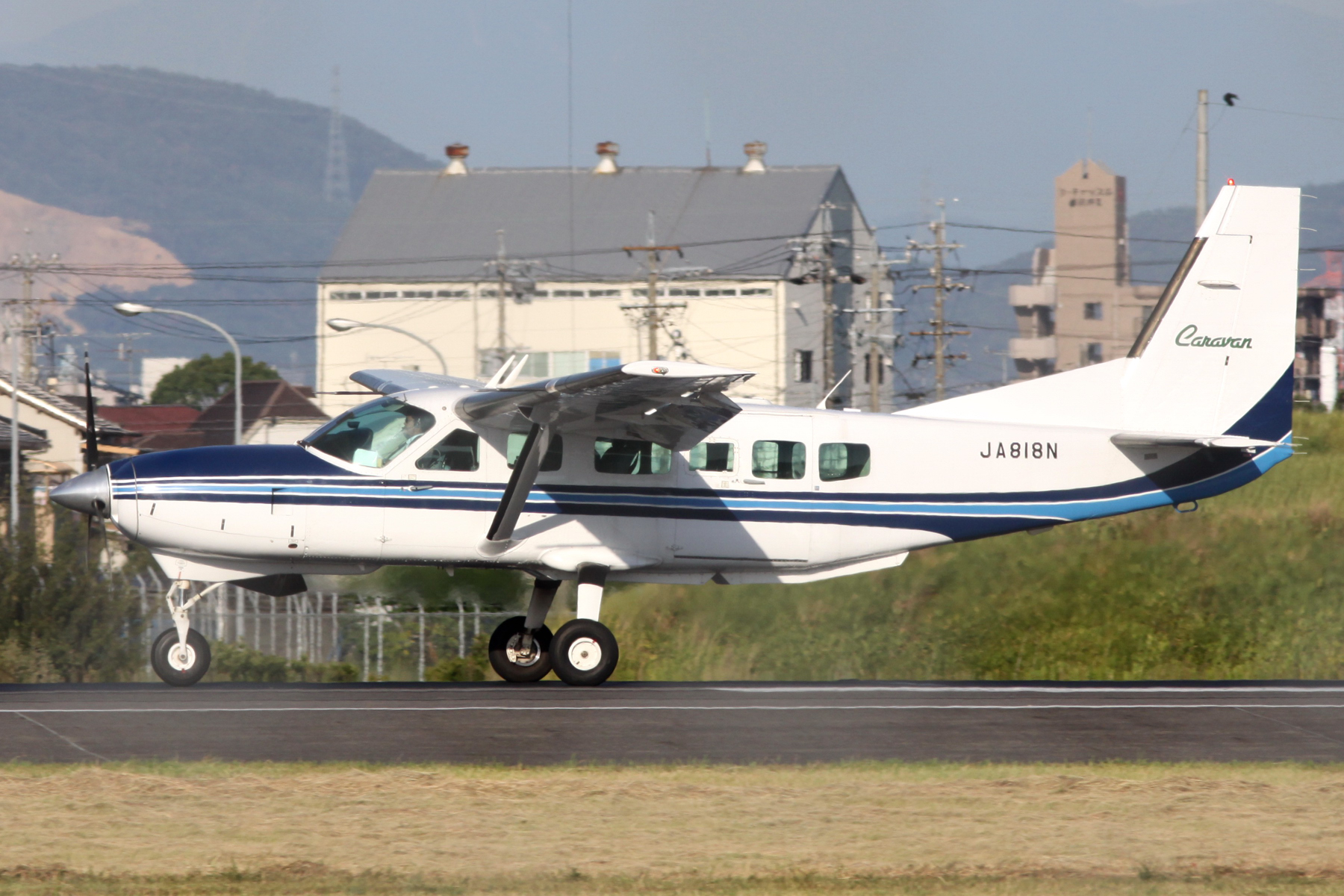
中日本航空のセスナ 208 キャラバン

セスナ 208 キャラバン（英語：Cessna 208 Caravan）は、セスナ社が開発した単発ターボプロップ汎用輸送機。

## 概要
セスナ社のブッシュ・プレーン（未開地用の汎用機）として、DHC-3 オッターやセスナ製のその他航空機の後継を狙った10座席の機体として開発された。試作機は1982年12月9日に初飛行。基本的な外見は172スカイホークなどの従来のセスナ製単発機を踏襲しているが、横に3席並べることができる幅広かつ大容量のキャビン、胴体左側に追加した貨物ドア、短距離離着陸性能の向上を狙った長い主翼が特徴で、最も大型のセスナ製単発機となっている。フェデックスの要求に基づきカーゴマスター(Cargomaster)と呼ばれる貨物輸送専用型も開発され、これにより本機は驚異的な販売実績を挙げることとなった。この型から、胴体下にパニエと呼ばれる貨物収容パックを装備し、外見上の大きな特徴となっている。カーゴマスターの使い勝手がよかったことから、胴体を延長した貨物輸送型スーパーカーゴマスター(Super Cargomaster)と、それを基にした汎用輸送型グランドキャラバン(Grand Caravan)へと発展し、現在も生産が続けられている。軍用機としてもU-27の名称で販売され、各国の軍隊で使用されている。総生産数は2,000機以上。
なお、フランスのランス・アビアシオン社がセスナ製双発機を基に開発した双発ターボプロップ機F406がキャラバンIIの愛称を持つことから、キャラバンIと呼ばれることもある。
208グランドキャラバンのユニットコストは220万ドル（約3億円）となり、EXは260万ドル（約3億5千万円）ある。

## 派生型

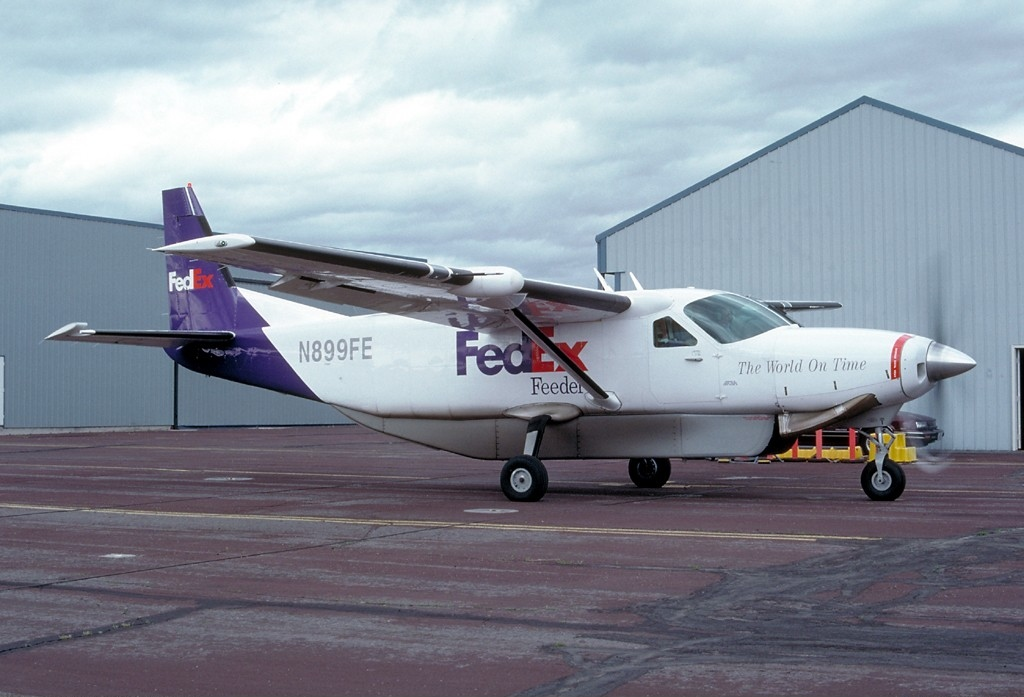
フェデックスのセスナ 208B スーパーカーゴマスター

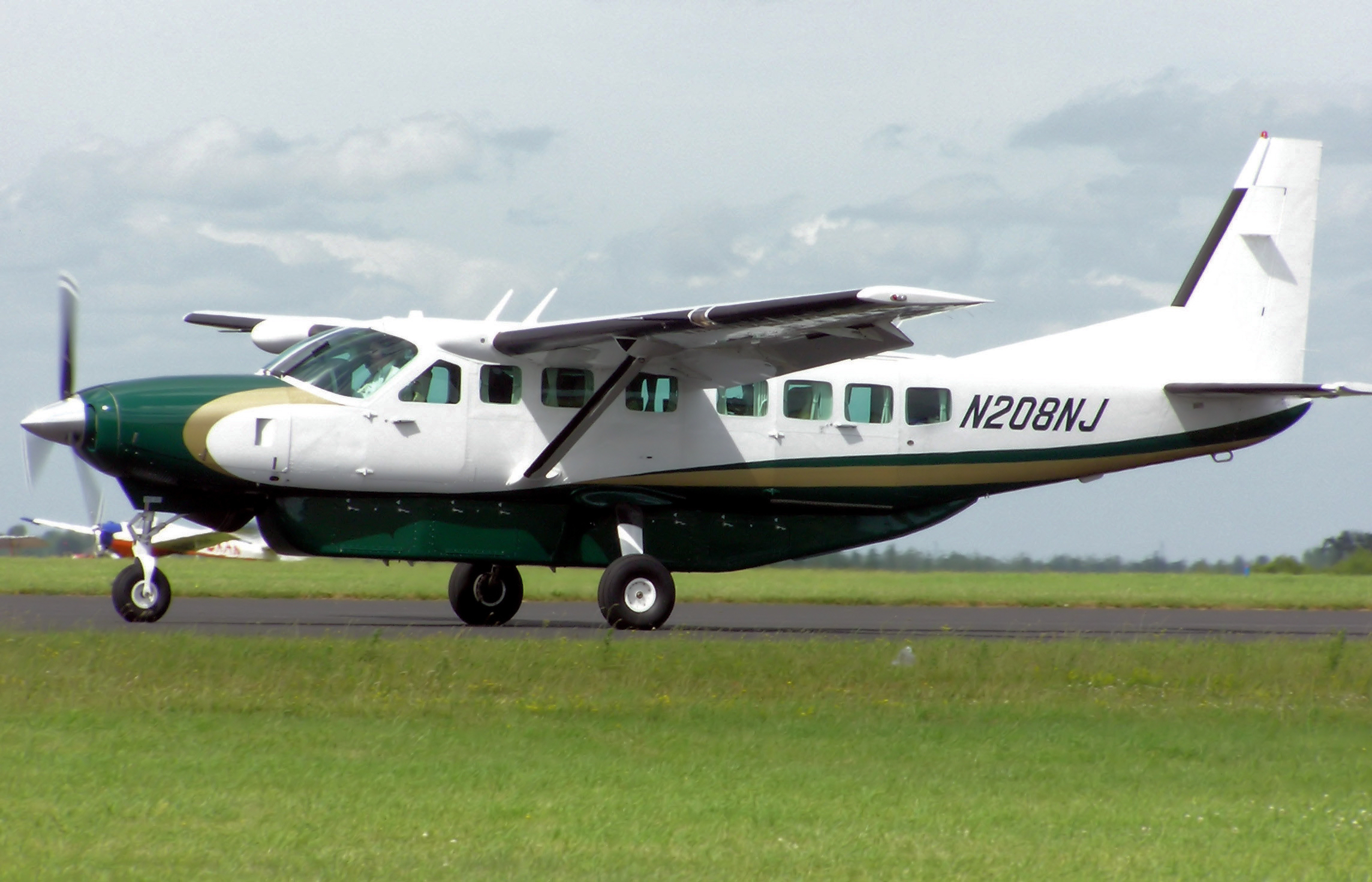
セスナ 208B グランドキャラバン

208A キャラバン
基本型。エンジンはプラット・アンド・ホイットニー・カナダ製PT6A-114(600shp)を搭載していたが、後にPT6A-114A(675shp)となり、現在も生産中。
キャラバン・アンフィビアン(Caravan Amphibian)
フロートを装備した水陸両用機型。
208A カーゴマスター
貨物輸送型。キャビン窓などを廃止し、垂直尾翼を高くしたほか、胴体下にパニエを装備し、ここにエンジン排気がかからないよう排気管が延長された。
208B スーパーカーゴマスター
カーゴマスターの胴体延長型。エンジンをPT6A-114Aへ強化。
208B スーパーカーゴマスターEX
スーパーカーゴマスターの改良型。エンジンをPT6A-140(867shp)へ強化。
208B グランドキャラバン
スーパーカーゴマスターをベースにした汎用輸送型。キャビン窓を復活させ、乗客14名を乗せることができる。
208B グランドキャラバンEX
グランドキャラバンの改良型。エンジンをPT6A-140へ強化。現在生産中。
U-27
軍用型。胴体下1箇所、主翼下6箇所のハードポイントを持つ。
AC-208 コンバットキャラバン(Combat Caravan)
ヘルファイア対戦車ミサイルの運用を可能としたISTAR（諜報・監視・目標捕捉・偵察）型。レバノンやイラクが採用。

## 採用国（軍用・準軍用）
- アフガニスタン
- アラブ首長国連邦
- バハマ
- バングラデシュ

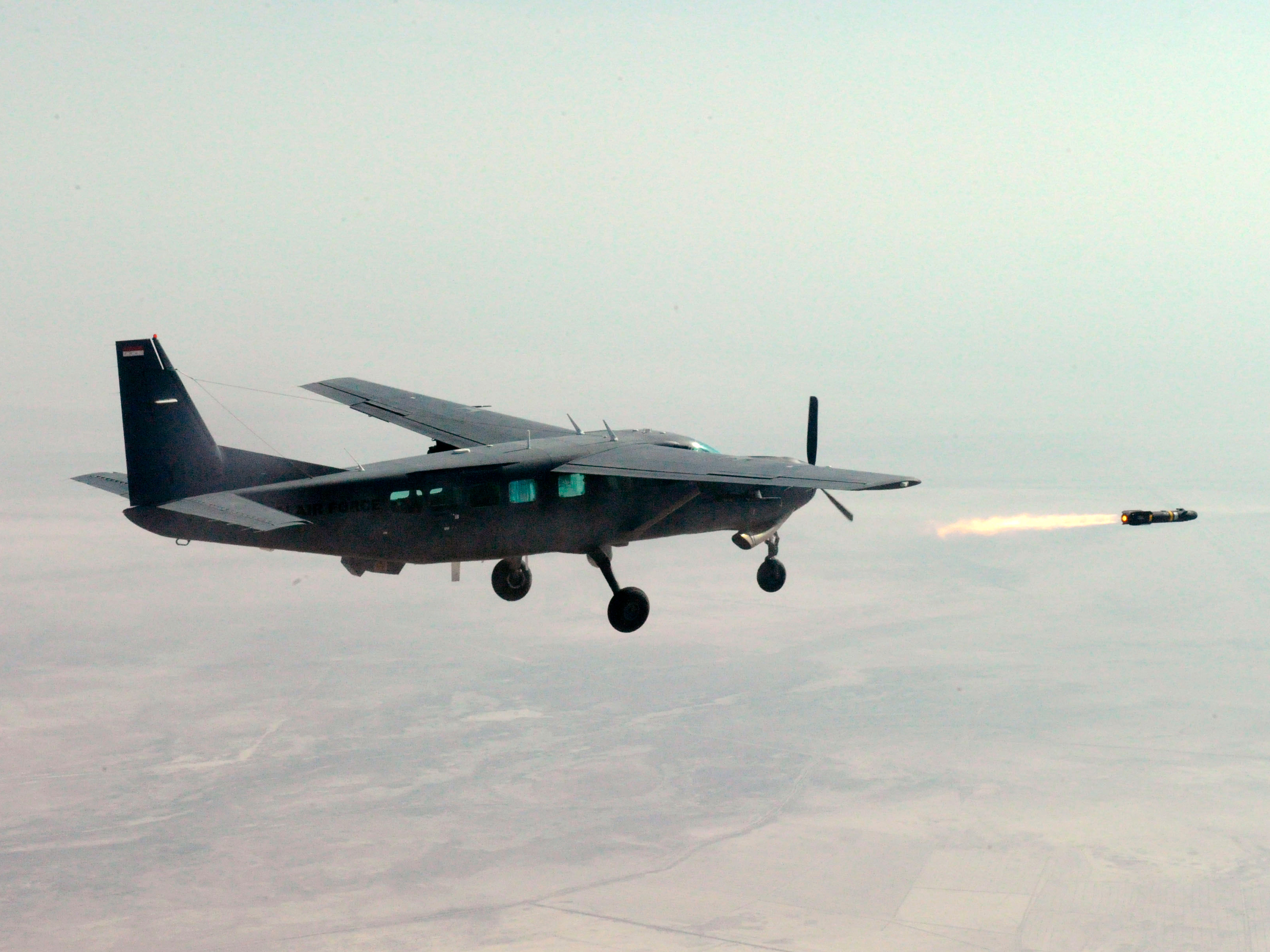
ヘルファイアを放つイラク空軍のAC-208

- ベリーズ - 2024年時点で、ベリーズ国防軍が1機のセスナ208BグランドキャラバンEXを保有[3]。
- ブラジル
- チリ
- コロンビア - 2024年時点で、コロンビア陸軍が8機のセスナ208Bグランドキャラバンと、1機のグランドキャラバンEXを保有[4]。
- ジブチ - 2024年時点で、ジブチ空軍が1機のセスナ208を保有[5]。
- ギニアビサウ - 2024年時点で、ギニアビサウ空軍が1機のセスナ208Bを保有[6]。
- イラク
- ヨルダン
- レバノン
- リベリア
- ニジェール
- パキスタン - 2023年時点で、パキスタン空軍が2機のセスナ208Bを保有[7]。
- パラグアイ - 2024年時点で、パラグアイ空軍が3機のセスナ208Bグランドキャラバンと、2機のグランドキャラバンEXを保有[8]。
- フィリピン - 2021年9月に、旧式化したBN-2Aの後継としてフィリピン沿岸警備隊がグランドキャラバンEXを導入[9]。
- ウガンダ
- アメリカ合衆国
- イエメン
- 南アフリカ共和国 - 2023年時点で、南アフリカ空軍が9機のセスナ208を保有[10]。

## 諸元（208A キャラバン）
- 全長：11.46 m
- 全幅：15.88 m
- 全高：4.32 m
- 翼面積：25.96 m2
- 空虚重量：1,724 kg
- 最大離陸重量：3,311 kg

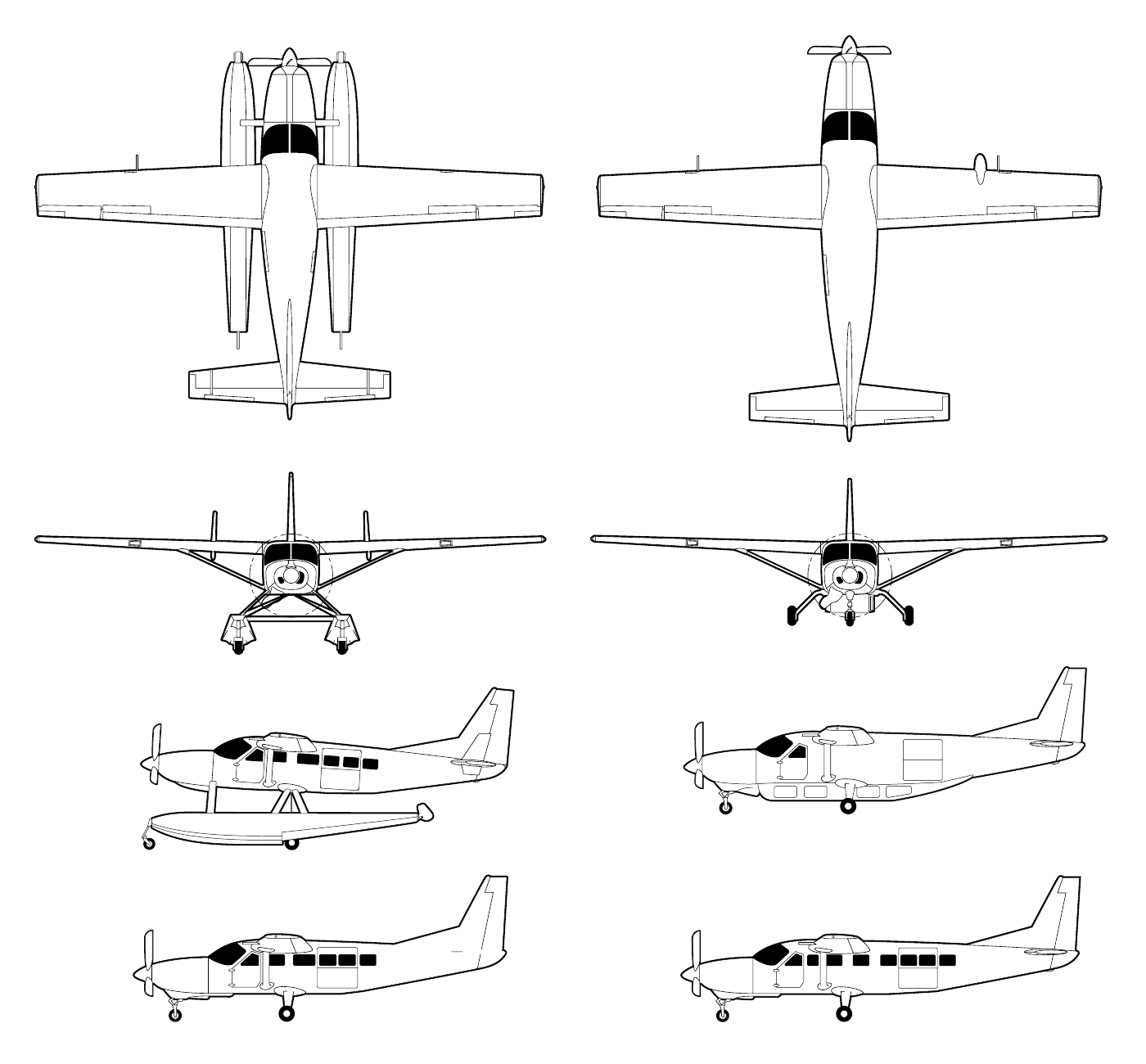
セスナ 208

- エンジン：プラット・アンド・ホイットニー・カナダ PT6A-114 ターボプロップエンジン(600shp) × 1
- 最大巡航速度：341 km/h（高度10,000 ft）
- 最大運航高度：8,410 m
- 航続距離：2,539 km
- ペイロード：1,361 kg あるいは乗客最大9名
- 乗員：1名